# Vinícius Moraes
Vinícius Rocha Moraes (* 16. April 1999) ist ein brasilianischer Leichtathlet, der sich auf den Sprint spezialisiert hat.

## Sportliche Laufbahn
Erste Erfahrungen bei internationalen Meisterschaften sammelte Vinícius Moraes im Jahr 2016, als er bei den U20-Weltmeisterschaften in Bydgoszcz mit 21,25 s im Halbfinale im 200-Meter-Lauf ausschied. Anschließend siegte er bei den U18-Südamerikameisterschaften in Concordia in 10,36 s und 21,41 s über 100 und 200 Meter. 2021 wurde er bei den U23-Südamerikameisterschaften in Guayaquil mit der brasilianischen 4-mal-100-Meter-Staffel disqualifiziert und 2024 siegte er in 39,19 s bei den Ibero-Amerikanischen Meisterschaften in Cuiabá. Im Jahr darauf gewann er bei den Südamerikameisterschaften in Mar del Plata mit der Staffel in 39,62 s gemeinsam mit Felipe Bardi, Erik Cardoso und Vitor Hugo dos Santos die Silbermedaille hinter dem kolumbianischen Team.

## Persönliche Bestzeiten
- 60 Meter: 6,65 s (+1,7 m/s), 1. Februar 2025 in Bragança Paulista
- 100 Meter: 10,14 s (+1,9 m/s), 6. Juli 2023 in Cuiabá
- 200 Meter: 21,01 s (+1,2 m/s), 16. Juni 2019 in São Paulo